# 国際騎士団委員会
国際騎士団委員会 （英：International Commission for Orders of Chivalry; 伊 ： Commissione internazionale permanente per lo studio degli ordini cavallereschi ）は、1960年に設立された、騎士団とそれに関連する栄誉システムを審議する委員会である。委員は各国の学者や各王室の栄誉システム担当者から成り、現在の会長はピエール・フェリス・デッリ・ウベルティ博士。   